# (18763) 1999 JV2
(18763) 1999 JV2 est un astéroïde de la ceinture principale d'astéroïdes découvert en 1999.

## Description
(18763) 1999 JV2 a été découvert le 8 mai 1999 à la station de Xinglong, dans la province chinoise d'Hebei (Chine), par le Beijing Schmidt CCD Asteroid Program.

### Caractéristiques orbitales
L'orbite de cet astéroïde est caractérisée par un demi-grand axe de 2,54 UA, un périhélie de 2,20 UA, une excentricité de 0,14 et une inclinaison de 12,93° par rapport à l'écliptique. Du fait de ces caractéristiques, à savoir un demi-grand axe compris entre 2 et 3,2 UA et un périhélie supérieur à 1,666 UA, il est classé, selon la JPL Small-Body Database, comme objet de la ceinture principale d'astéroïdes.

### Caractéristiques physiques
(18763) 1999 JV2 a une magnitude absolue (H) de 14,4 et un albédo estimé à 0,058.